# ماه‌سلطان امیرصحی
ماه‌سلطان امیرصحی (زادهٔ ۱۲۹۴ هجری قمری - درگذشته ؟) از فعالان جنبش مشروطه و جنبش زنان ایران بود. او همسر میرزا اسدالله مجتهد بود و علوم و معارف اسلامی را در خانه نزد او فرا گرفت. امیرصحی در انجمن مخدرات وطن عضویت داشت که با هدف استقلال ایران از تسلط کشورهای بیگانه به دست عده‌ای از زنان مبارز به شکل مخفیانه تشکیل شده بود و مؤسس «مدرسه تربیت نسوان»، از اولین مدارس دخترانه ملی ایران، بود.

## مدرسه تربیت نسوان
امیرصحی که مدارس دخترانه موجود در آن زمان را مرکز گسترش تجددخواهی و بی‌حجابی می‌دانست «مدرسه تربیت نسوان» را پایه‌گذاری کرد، که از اولین مدارس ملی دخترانه در ایران است. پیش از آن تنها مدارس دخترانه خارجی در تهران و شهرستان‌ها فعالیت داشتند. گشایش مدارس دخترانه ملی نظیر «تربیت نسوان» با مخالفت علما، مردم متدین و برخی مشروطه‌خواهان همراه بود. بدرالملوک بامداد می‌نویسد:
مدرسه تربیت نسوان که تأسیس شد اولین مشکل که پیش آمد هیچ‌کس خانه خود را به مدرسه، که آن را جایگاه فساد می‌دانستند، اجاره نمی‌داد. پس از یافتن خانه و راضی کردن صاحب آن، اهل محل بنای مخالفت گذاشتند و بارها تابلوی مدرسه را پایین کشیدند یا سنگ به تابلوی آن می‌زدند یا افراد سبک عقل و دیوانه را به داخل این مدرسه راهنمایی می‌کردند.